# Kraljevi Ulice
Kraljevi Ulice es una banda fundada por el croata Miran Hadzi Veljkovic y Zlatko Petrović Pajo en 1987. El nombre de la banda se traduce como "Reyes de la Calle". Fueron elegidos para representar a Croacia en el Festival de Eurovisión 2008 en Belgrado, Serbia. Ellos cantaron "Romanca", junto con 75 cents, y quedaron el 21º en la final tras pasar como cuartos desde la semifinal. Debido a que no consiguieon ganar el festival, Croacia tuvo que participar en la semifinal en 2009.

## Curiosidades
En el programa de TVE, Españoles en el mundo salió el reportaje de Croacia donde curiosamente un español que vive en Croacia iba mostrando la ciudad cuando aparece el cantante del grupo Kraljevi Ulice diciendo el español que esta persona es muy conocida en Croacia y les representó en Eurovisión 2008.